# Psychology of Religion and Spirituality
Psychology of Religion and Spirituality è una rivista accademica peer-review trimestrale che si occupa di psicologia della religione e di spiritualità . È stata fondata nel 2009 ed è pubblicato dalla American Psychological Association . 

## Indicizzazione
La rivista è sintetizzata e indicizzata da:
- Scopus
- PsycINFO
- Arts & Humanities Citation Index
- ATLA Religion Database
- Current Contents
- Social Sciences Citation Index.

Secondo il Journal Citation Reports, la rivista ha un fattore di impatto nel 2018 di 1.831.